# ХхьӀв
ХхьӀв, ххьӀв — пентаграф кириллицы, используемый в арчинском языке. 

## Использование
Обозначает звук [χːˤʷ] — лабиализованный ххьӀ [χːˤ], который является «сильным» вариантом звука [χˤ], обозначаемым триграфом хьӀ, который, в свою очередь, является фарингализованным вариантом [χ], обозначаемым буквой х. 
В варианте арчинского алфавита К. Щ. Микаилова пентаграфу соответствовал диграф х̄в, а в транскрипции В. А. Звегинцева — диграф x̄I˳.
Кроме этого пентаграфа в арчинском языке есть пентаграф ккъӀв.